# Shlomo Lahat
Shlomo "Chich" Lahat (Berlim, Alemanha, 9 de novembro de 1927 – Tel Aviv, 1 de outubro de 2014) foi um militar de Israel, com a patente de major-general nas Forças de Defesa de Israel (IDF) e foi líder do Diretorado das IDF. Foi o oitavo presidente do município de Tel Aviv, entre 1974 e 1993, durante quatro mandatos consecutivos. Faleceu de doença pulmonar aos 86 anos.